# Brigitte Yagüe
Brigitte Yagüe Enrique (* 15. März 1981 in Palma de Mallorca) ist eine spanische Taekwondoin. Sie startet in der Gewichtsklasse bis 49 Kilogramm. Mit drei Welt- und vier Europameistertiteln zählt sie zu den erfolgreichsten Taekwondoin ihres Landes.
Yagüe startete zunächst in der Gewichtsklasse bis 47 Kilogramm. Sie errang ihre ersten Erfolge im Jahr 1998, in Istanbul wurde sie Juniorenweltmeisterin und in Eindhoven Europameisterin im Erwachsenenbereich. Drei Jahre später folgte mit Silber bei der Weltmeisterschaft in Jeju-si auch ihre erste WM-Medaille. In den folgenden Jahren etablierte sie sich in der Weltspitze und gewann in drei Jahren zwei Europa- und einen Weltmeistertitel. Yagüe qualifizierte sich für die Olympischen Spiele 2004 in Athen. Sie gehörte dort zum Favoritenkreis, scheiterte jedoch schon in ihrem Auftaktkampf und schied aus. Im nacholympischen Jahr konnte Yagüe aber wieder an ihre alten Erfolge anknüpfen und gewann in der Gewichtsklasse bis 51 Kilogramm bei der Europameisterschaft in Riga und der Weltmeisterschaft in Madrid jeweils die Silbermedaille.
Weitere Titel sammelte Yagüe bei der Weltmeisterschaft 2007 in Peking, wo sie mit einem Finalsieg über Ana Zaninović Gold gewann. Auch bei der Europameisterschaft 2008 in Rom gewann sie den Titel. Enttäuschend verlief hingegen die kontinentale Olympiaqualifikation. Yagüe scheiterte im Viertelfinale an Sümeyye Manz und verpasste ihre zweite Teilnahme. Mit einem weiteren Weltmeistertitel im Jahr 2009 in Kopenhagen und Bronzemedaillen bei der Weltmeisterschaft 2011 in Gyeongju und der Europameisterschaft 2012 in Manchester blieb sie jedoch auch in den folgenden Jahren erfolgreich.
Yagüe qualifizierte sich beim europäischen Olympiaqualifikationsturnier im Januar 2012 in Kasan mit einem Halbfinalsieg über Kristina Kim für die Olympischen Spiele in London. Dort gewann sie die Silbermedaille, wobei sie im Finale der Titelverteidigerin Wu Jingyu unterlag.